# بريدجيت هانلي
بريدجيت هانلي (بالإنجليزية: Bridget Hanley)‏ هي ممثلة أمريكية، ولدت في 3 فبراير 1941 في منيابولس في الولايات المتحدة.

## وصلات خارجية
- بريدجيت هانلي على موقع IMDb (الإنجليزية)
- بريدجيت هانلي على موقع إن إن دي بي (الإنجليزية)
- بريدجيت هانلي على موقع قاعدة بيانات الفيلم (الإنجليزية)